# Koszatniczka
Koszatniczka, koszatniczek (Octodon) – rodzaj ssaków z rodziny koszatniczkowatych (Octodontidae). Najliczniejszym przedstawicielem rodzaju jest koszatniczka pospolita (O. degus). Koszatniczki tego gatunku są popularnym gatunkiem hodowanym hobbystycznie.

## Rozmieszczenie geograficzne
Rodzaj obejmuje gatunki występujące w Ameryce Południowej.

## Morfologia
Długość ciała (bez ogona) 125–221 mm, długość ogona 81–170 mm; masa ciała 92–300 g.

## Systematyka
Rodzaj zdefiniował w 1832 roku brytyjski zoolog Edward Turner Bennett w artykule zatytułowanym Charakterystyka nowego rodzaju ssaków z gromady gryzoni z Chile, przedstawiona przez Pana Cuminga, opublikowanym w czasopiśmie „Proceedings of the Committee of Science and Correspondence of the Zoological Society of London”. Gatunkiem typowym jest (oznaczenie monotypowe) koszatniczka pospolita (O. degus).

### Etymologia
- Octodon: łac. octo ‘osiem’; gr. οδους odous, οδοντος odontos ‘ząb’[11]; w aluzji do ukształtowania trzonowców[12], a nie ilości zębów[13][14].
- Dendroleius (Dendrobius): gr. δενδρον dendron ‘drzewo’; λεια leia ‘łup, zdobycz’[15]. Gatunek typowy (oznaczenie monotypowe): Sciurus degus Molina, 1782.

### Nazwa zwyczajowa
We wcześniejszej polskiej literaturze zoologicznej nazwa „koszatniczka” była stosowana dla oznaczenia gatunku Octodon degus. W wydanej w 2015 roku przez Muzeum i Instytut Zoologii Polskiej Akademii Nauk publikacji „Polskie nazewnictwo ssaków świata” gatunkowi temu przypisano nazwę koszatniczka pospolita, rezerwując nazwę „koszatniczka” dla rodzaju Octodon.

### Podział systematyczny
Rodzaj Octodon bywa dzielony (Anna Sporon w 1990 roku i Sharon Vanderlip w 2001) na kilka gatunków: najczęściej spotykaną koszatniczkę (pospolitą), nadbrzeżną i leśną. W literaturze podawana jest jeszcze zamieszkująca chilijskie wyspy przybrzeżne koszatniczka pacyficzna. Do rodzaju należą następujące gatunki:
| Grafika | Gatunek             | Autor i rok opisu                                   | Nazwa zwyczajowa        | Podgatunki         | Rozmieszczenie geograficzne | Podstawowe wymiary                                  | Status IUCN |
| ------- | ------------------- | --------------------------------------------------- | ----------------------- | ------------------ | --- | --------------------------------------------------- | ----------- |
|         | Octodon degus       | (G.I. Molina, 1782)                                 | koszatniczka pospolita  | gatunek monotypowy | endemit Chile: dolne zbocza w Andach pomiędzy Atakama i Valparaíso; zakres wysokości: 0–2000 m n.p.m.                                               | DC: 16,9–21 cm DO: 8,1–13,8 cm MC: 200–300 g        | LC          |
|         | Octodon pacificus   | Hutterer, 1994                                      | koszatniczka pacyficzna | gatunek monotypowy | endemit Chile: wyspa Mocha (Biobío); zakres wysokości: około 390 m n.p.m.                                                                           | DC: 12,5–19,5 cm DO: 16,5–17 cm MC: około 290 g     | CR          |
|         | Octodon ricardojeda | D’Elía, Teta, Verzi, Cadenillas & J.L. Patton, 2020 |                         | gatunek monotypowy | Argentyna (zachodnie Neuquén) oraz Chile (rezerwat Malalcauello, północno-wschodnia Araukania); zakres wysokości: 500–1100 m n.p.m.                 | DC: około 19,2 cm DO: około 13,4 cm MC: około 195 g | NE          |
|         | Octodon bridgesii   | G.R. Waterhouse, 1845                               | koszatniczka leśna      | gatunek monotypowy | Chile (Kordyliera Nadbrzeżna i Andy od O’Higgins do Araukania) i Argentyna (Neuquén); zakres wysokości: 0–1200 m n.p.m.                             | DC: 15–20 cm DO: 10,2–16,7 cm MC: około 92 g        | VU          |
|         | Octodon lunatus     | Osgood, 1943                                        | koszatniczka nadbrzeżna | gatunek monotypowy | endemit Chile: Kordyliera Nadbrzeżna od Parku Narodowego Bosque de Fray Jorge (Coquimbo) do Quilpué (Valparaíso); zakres wysokości: 0–1200 m n.p.m. | DC: 16,7–22 cm DO:15,2–16,1 cm MC: około 233 g      | NT          |

Kategorie IUCN:  NT  – gatunek bliski zagrożenia,  VU  – gatunek narażony,  EN  – gatunek zagrożony,  CR  – gatunek krytycznie zagrożony;  NE  – gatunki niepoddane jeszcze ocenie.
Koszatniczka pospolita jest wykorzystywana jako zwierzę laboratoryjne. Została także udomowiona i jest popularnym zwierzęciem hobbystycznym.